# Barevný film

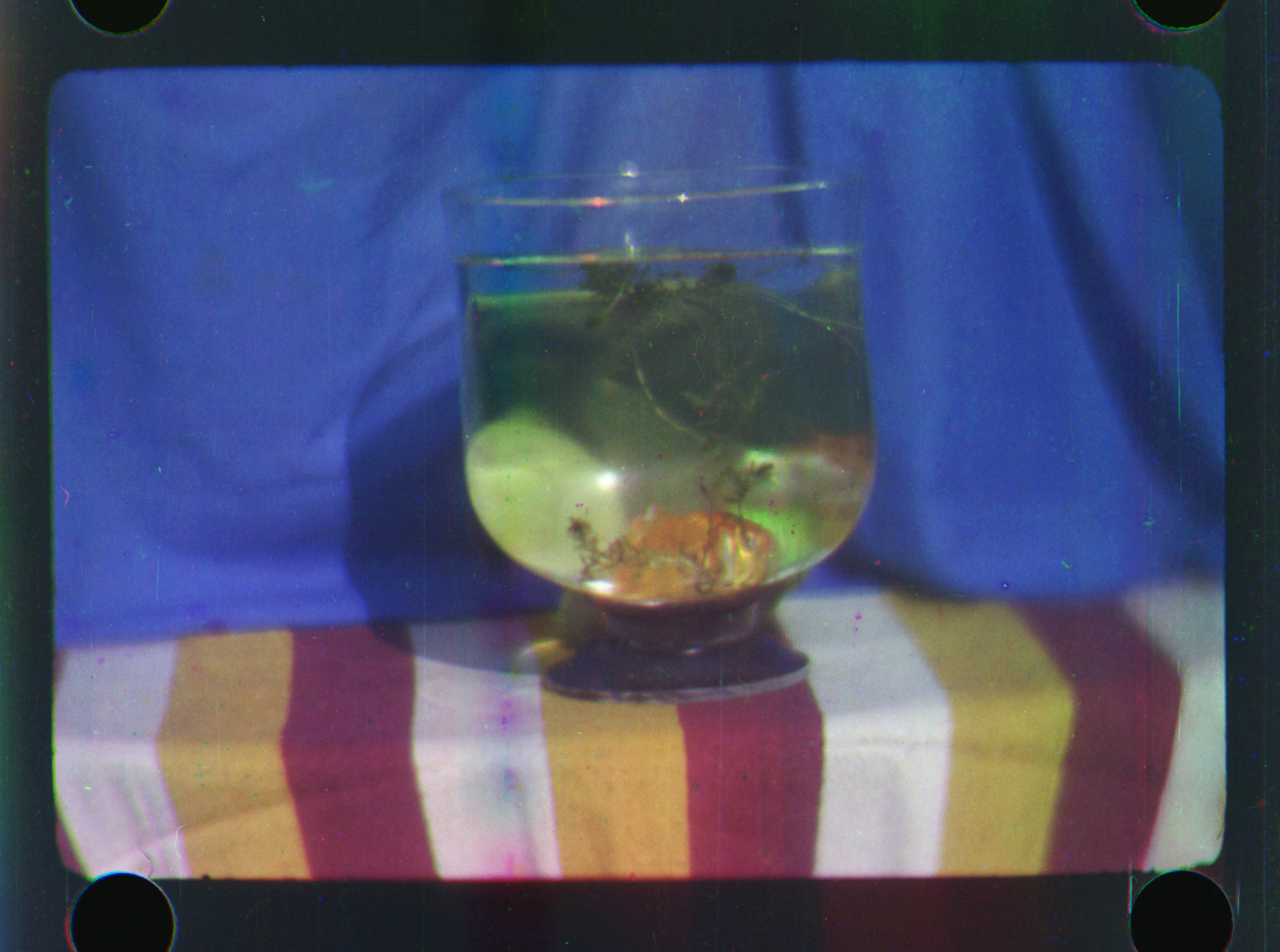
Turnerův snímek z roku 1902

Barevný film je kinematografický záznam a reprodukce zobrazované scény v barvách. Jde tedy o film, v němž jsou zastoupeny všechny barvy filmovaných objektů, na rozdíl od filmu černobílého, kde jsou barvy filmovaných objektů zastoupeny pouze odpovídajícím stupněm šedi. 

## Historie
Snahy o dodání barvy do filmu existovaly od jeho počátků. Již při vynálezu filmu existovala technika, dobře a dlouho známa i z fotografie, zvaná kolorování, kdy film je ručně obarven. Takových snímků bylo promítnuto několik, i George Méliès představil kolorovanou verzi svého slavného snímku Cesta na Měsíc roku 1902, ale kolorované snímky nejsou odborníky za barevné považovány. Kolorování se ostatně používalo málo, pro jeho mimořádnou pracnost (ručně musela být kolorována všechna políčka filmu), byť postupně byly vyvinuty techniky, které kolorování mechanizovaly (zejm. francouzskou společností Pathé). 
První skutečně barevná kinematografie byla založena na kombinaci černobílého filmu a barevných filtrů (tzv. aditivní barevný systém). První patent na takový barevný film přihlásil Edward Raymond Turner v roce 1899, roku 1902 byl úspěšně otestován. Turnerovy první barevné filmy v dějinách byly dlouho ztraceny, ale roku 2012 byly znovuobjeveny v Národním muzeu médií (National Media Museum) v Bradfordu.
Do praxe se však systém dostal až v roce 1909 a nazýval se Kinemacolor. Za první barevný kinofilm v historii bývá označován britský osmiminutový dokumentární snímek A Visit to the Seaside. Nevýhoda Kinemacoloru ovšem spočívala v tom, že byl k promítání filmu potřeba speciální projekční přístroj, který obsahoval barevné filtry, sám film zůstával černobílý. 
V průběhu roku 1920 byly představeny první procesy využívající subtraktivní míchání barev. Tyto také používaly ještě černobílý film, ale konečným produktem byl již film, který vložený do běžné promítačky byl na plátně barevný. Ovšem míchaly se jen dvě barvy, takže rozsah barev byl omezený. 
V roce 1932 byl představen systém Technicolor, který subtraktivně míchal již tři barvy, což byl výrazný posun. Pro široké komerční využití znamenal průlom rok 1935, kdy v USA byl uveden do provozu systém Kodachrome. Rok poté ho v Evropě napodobil německý Agfacolor. Revoluční bylo, že filmy těchto systémů již obsahovaly tři emulze, z nichž každá byla citlivá na jinou barvu světla, přesněji vlnovou délku světla.
Takový barevný film se využíval až do začátku 21. století, kdy ho definitivně vytlačil film digitální. O tom, který snímek má nárok na titul prvního celovečerního barevného filmu, se vedou spory, nicméně za revoluční bývá označován americký snímek Čaroděj ze země Oz z roku 1939, který barvu konečně využil nejen jako atrakci a technickou zajímavost. V roce 1947 už bylo 12 procent americké produkce barevné. 

## Historie českého barevného filmu
Prvním českým celovečerním filmem obsahujícím barevné záběry byl film Na růžích ustláno z roku 1934, jehož závěr byl natočen barevně. Celobarevný bývaly některé krátkometrážní filmy a filmy animované, například od Karla a Ireny Dodalových používající systém Gasparcolor.
Prvním českým celobarevným filmem byl celovečerní film Jan Roháč z Dubé z roku 1946, který natočil režisér Vladimír Borský. který používal systém Agfacolor. Poměr barevných filmů pak začal rychle stoupat, kdy v roce 1954 dosáhl již 85 %. Pak však začal klesat, v roce 1965 až pod 10 % filmové produkce. Pak začal opět stoupat, až dosáhl 100 % v roce 1975.